# Dave Batista
David Michael Bautista Jr. (født 18. januar 1969), bedre kendt under ringnavnet Batista, er en amerikansk wrestler, der er mest kendt for sin tid i World Wrestling Entertainment (WWE), hvor han er en seksdobbelt verdensmester.
Batista debuterede i WWE den 9. maj 2002 under en episode af SmackDown! under navnet Deacon Bautista, da han blandede sig i en kamp og hjalp Reverend D-Von. Han fik sin første kamp i en tag team match, hvor han teamede med Reverend D-Von mod Randy Orton og Faarooq. Batista og D-Von vandt kampen, efter Batista pinned Orton.
I 2003 blev han medlem af Evolution, et heel-gruppe bestående af Batista, Randy Orton, Ric Flair og Triple H. Evolution var en meget succesrig gruppe wrestlere, der ved WWE's Armageddon i 2003 tog alle titler på RAW-brandet, efter Orton vandt WWE Intercontinental Championship, Batista og Flair vandt WWE Tag Team Championship, og Triple H vandt WWE World Heavyweight Championship.
I 2005 vandt Batista den traditionsrige Royal Rumble match og måtte derfor selv vælge, om han ville udfordre Triple H eller JBL på SmackDown til en VM-titelkamp. I et forsøg på at få ham på SmackDown begyndte Triple H og Ric Flair at snyde ham ved at bilde ham ind, at JBL var ude efter ham. Dog fandt Batista ud af, at dette var løgn, men legede med på legen. Under en kontraktunderskrivning, der skulle bringe ham til SmackDown! og udfordre JBL, vendte Batista pludselig tommelfingrene nedad og power-bombede Triple H gennem et bord. Tilskuerne jublede, og Batista var nu face-wrestler.
Ved WrestleMania 21 mødte Batista så Triple H om WWE World Heavyweight Championship. Efter en lang hård kamp, hvor begge mænd blødte, vandt Batista til alles store overraskelse sin første VM-titel nogensinde. I de efterfølgende måneder kæmpede han flere gange mod Triple H om titlen, men vandt hver gang. I juni 2005 blev Batista ført over til SmackDown! og tog dermed sin VM-titel med sig. I januar 2006 blev Batista skadet, da han rev en muskel i skulderen over. Han var ude i otte måneder. Dette tvang ham til at overgive sit bælte, hvilket han gjorde med tårer i øjnene, mens tilskuerne sang hans navn. Senere den aften vandt Kurt Angle bæltet i en battle royal.
Batista vandt bæltet tilbage i november 2006 ved WWE's Survivor Series, da han slog King Booker. Han tabte bæltet til The Undertaker ved WrestleMania 23 i april 2007. Batista vendte tilbage efter en lang skadespause på RAW den 7. april 2009, hvor han kom ind og hjalp Triple H mod Randy Orton og heel-gruppen The Legacy. Kort efter sagde Vince McMahon, at han var blevet for gammel til det her, så Batista skulle overtage hans plads i den six-man tag team match om WWE Championship ved WWE's Backlash, hvor han skulll være på samme hold som Triple H og Shane McMahon. Han begyndte derefter en fejde med The Legacy, og ved WWE's Extreme Rules vandt han WWE Championship, men næste dag på RAW, da han blev præsenteret som den nye verdensmester, blev han igen skadet i sin arm (den brækkede, da Randy Orton og resten af The Legacy angreb ham). 
Ved WWE's Elimination Chamber i februar 2010 gjorde han sin entré, efter at John Cena lige havde vundet WWE Championship og vandt VM-titlen fra Cena i en ekstra kamp på mindre end to minutter. Batista tabte VM-titlen til Cena ved WrestleMania XXVI måneden efter og forlod WWE i sommeren 2010. 
Batista kom tilbage til WWE den 23 december 2014 på RAW. Han gik hen og vandt Royal Rumble.

## VM-titler
Batista er en seksdobbelt verdensmester. Han har vundet VM-titlen alle gange i World Wrestling Entertainment (WWE) fordelt med WWE Championship to gange og WWE World Heavyweight Championship fire gange.
| Nr. | VM-titel                           | Modstander       | Org. | Dato               | Show                | Dage | Efterfølger    |
| --- | ---------------------------------- | ---------------- | ---- | ------------------ | ------------------- | ---- | -------------- |
| 1   | WWE World Heavyweight Championship | Triple H         | WWE  | 3. april 2005      | WrestleMania 21     | 282  | Ledig          |
| 2   | WWE World Heavyweight Championship | King Booker      | WWE  | 26. november 2006  | Survivor Series     | 126  | The Undertaker |
| 3   | WWE World Heavyweight Championship | The Great Khali1 | WWE  | 16. september 2007 | Unforgiven          | 91   | Edge           |
| 4   | WWE World Heavyweight Championship | Chris Jericho    | WWE  | 26. oktober 2008   | Cyber Sunday        | 8    | John Cena      |
| 5   | WWE Championship                   | Randy Orton      | WWE  | 26. april 2009     | Extreme Rules       | 2    | Ledig          |
| 6   | WWE Championship                   | John Cena        | WWE  | 21. februar 2010   | Elimination Chamber | 35   | John Cena      |

1 Kampen var en triple threat match, der også involverede Rey Mysterio.